# يوهان فيليب جابلر
يوهان فيليب جابلر (بالألمانية: Johann Philipp Gabler)‏ هو أستاذ جامعي ألماني، ولد في 4 يونيو 1753 في فرانكفورت في ألمانيا، وتوفي في 17 فبراير 1826 في ينا في ألمانيا.